# Fedis
Fedis är ett distrikt i Etiopien. Det ligger i den centrala delen av landet, 400 km öster om huvudstaden Addis Abeba.